# Saizeriya
Saizeriya (サイゼリヤ?) è una catena giapponese di ristoranti per famiglie (ファミリーレストラン?, famirīresutoran) specializzati nel servire yōshoku (cucina occidentale) di ispirazione italiana. La catena è gestita dalla Saizeriya Co., Ltd. (株式会社サイゼリヤ?, Kabushiki-gaisha Saizeriya), con sede a Yoshikawa, nella prefettura di Saitama.

## Cronologia

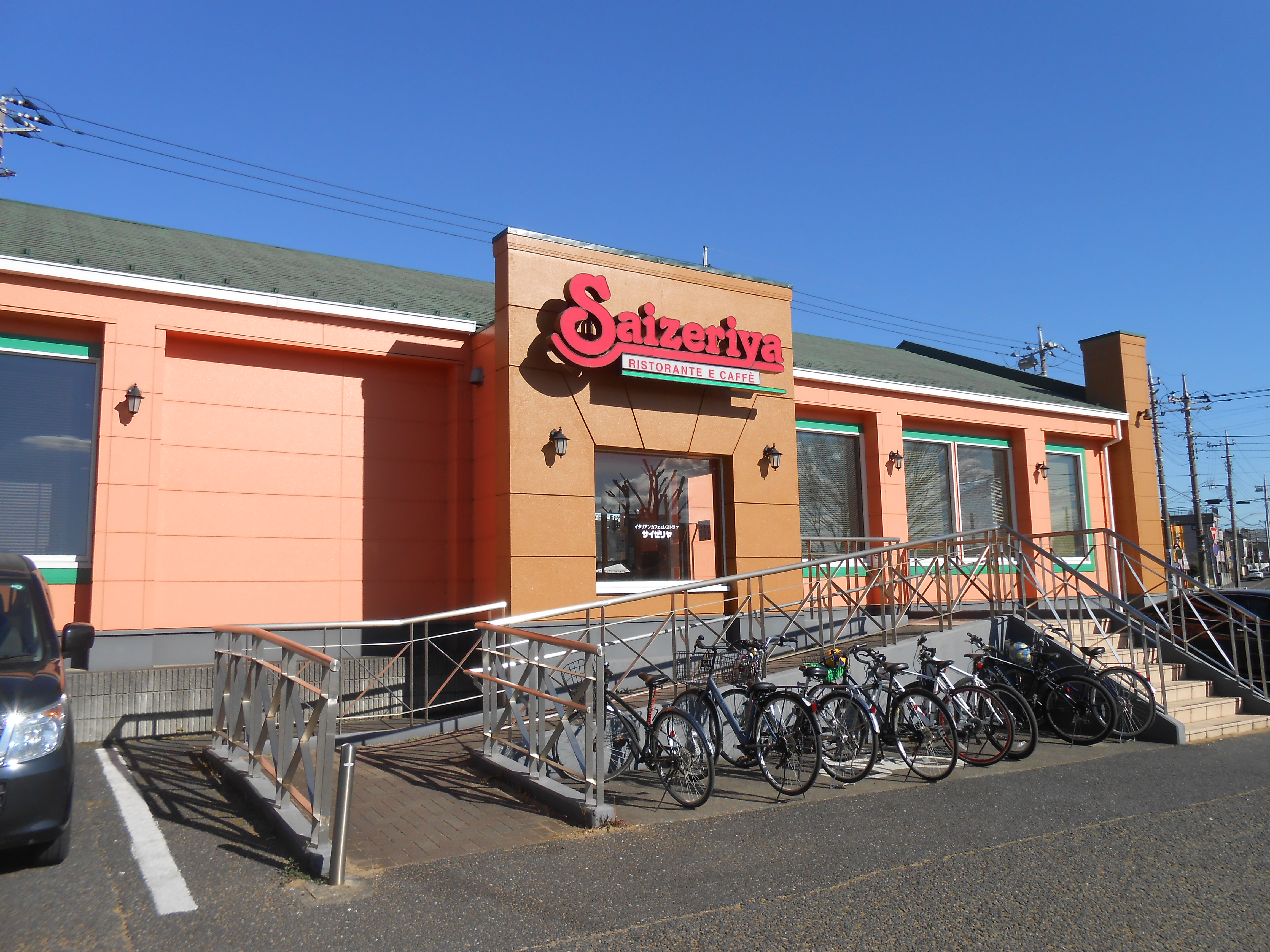
Esterno di un ristorante Saizeriya a Unomori, Chiba

- Aprile 1968 - Yasuhiko Shōgaki rileva Saizeriya
- Maggio 1973 – Viene fondata la società Maria-nu
- Dicembre 1977 – Apertura dei primi ristoranti
- Aprile 1981 – Apertura dei ristoranti nei centri commerciali (per es. LaLaPort)
- Maggio 1983 – La compagnia si sposta a Ishikawa, Chiba
- Marzo 1987 – Apertura dei ristoranti presso le stazioni ferroviarie (per es. Shapo)
- Aprile 1987 – La compagnia cambia nome diventando Maria-no
- Ottobre 1987 – Introduzione di un sistema "Order Entry”
- Settembre 1989 – Apertura dei ristoranti in prossimità delle strade suburbane Start (per es. Mito Kaidō)
- Ottobre 1991 – La compagnia si sposta a Funabashi, Chiba
- Settembre 1992 – La compagnia cambia nome diventando Saizeriya
- Luglio 1994 – Apertura del centesimo ristorante ad Enoshima
- Ottobre 1997 – Costruzione di una fabbrica e trasloco della compagnia nella zona di Yoshikawa, Saitama
- Aprile 1998 – Registrazione della compagnia nel mercato degli stock JASDAQ Securities Exchange
- Ottobre 2001 – Apertura del cinquecentesimo ristorante nella zona di Kyōnan, Yamanashi
- Dicembre 2003 – Apertura a Shanghai del primo negozio al di fuori del Giappone
- Agosto 2005 – Inaugurazione ed apertura del primo fast food "Eat Run”
- Novembre 2005 – Apertura a Saitama di "Spa-Q" e "TacoQ"
- Aprile 2007 - "Saizeriya Express", un nuovo ristorante economico in cui si servono principalmente spaghetti apre presso Green Walk, Hachioji, Tokyo
- Dicembre 2007 – Apertura di un ristorante in Guangzhou, Cina
- Ottobre 2010 - Saizeriya Italian Restaurant (薩莉亞意式餐廳) apre presso North Point, Hong Kong
- 2010 – Apertura di 6 ristoranti a Pechino, Cina

## Caratteristiche

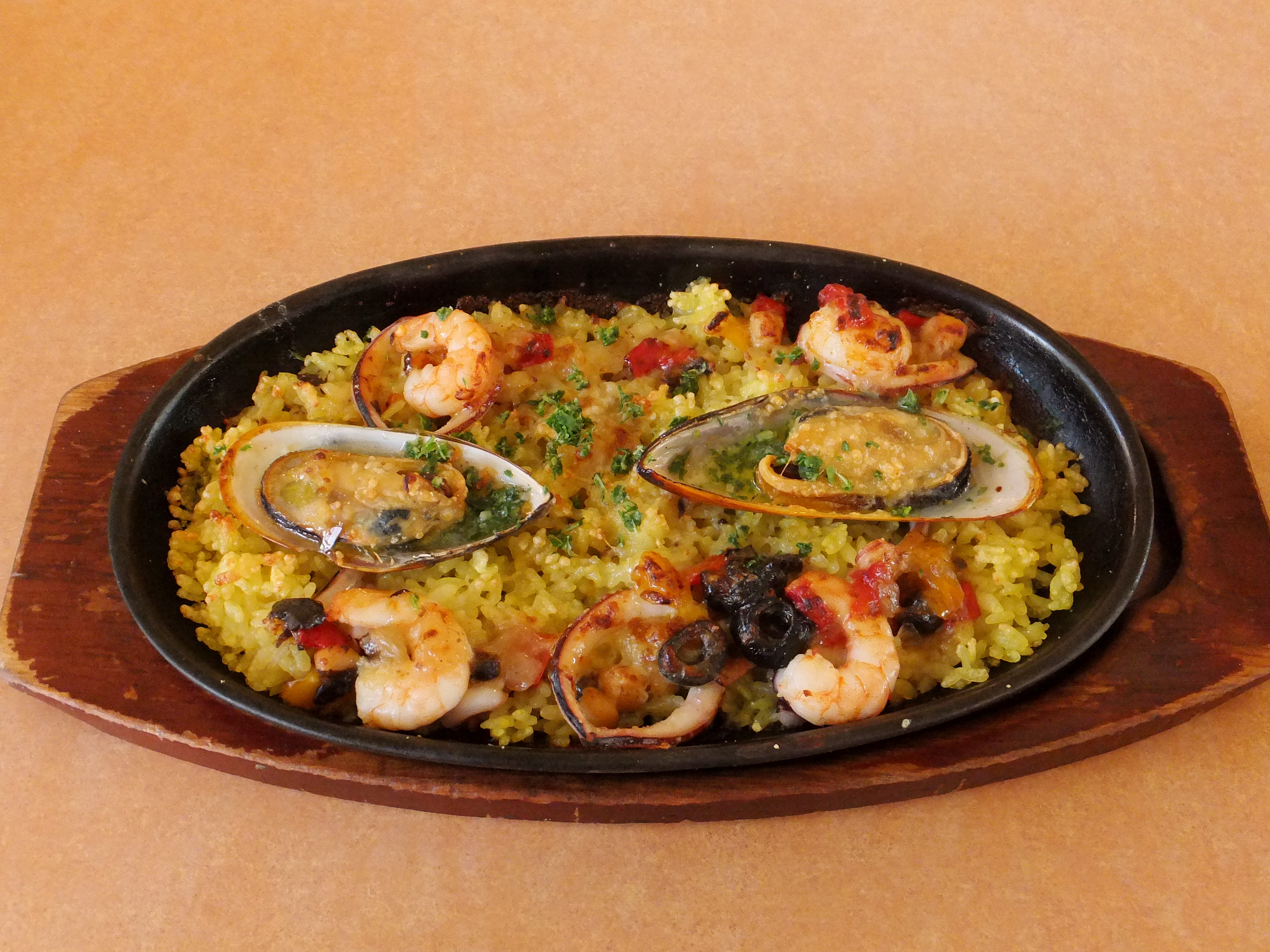
Piatto di paella del Saizeriya

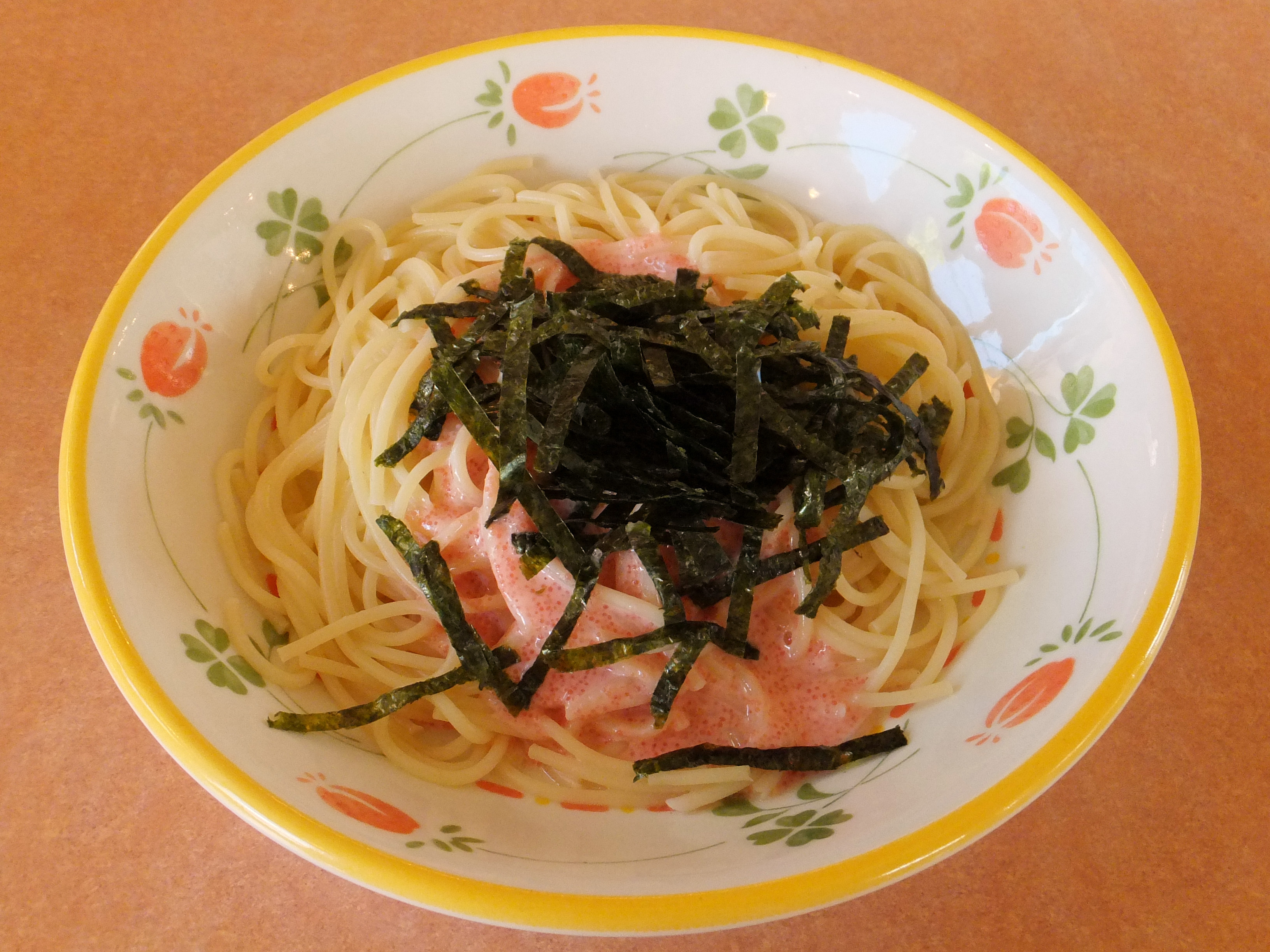
Spaghetti al tarako (uova di merluzzo) del Saizeriya

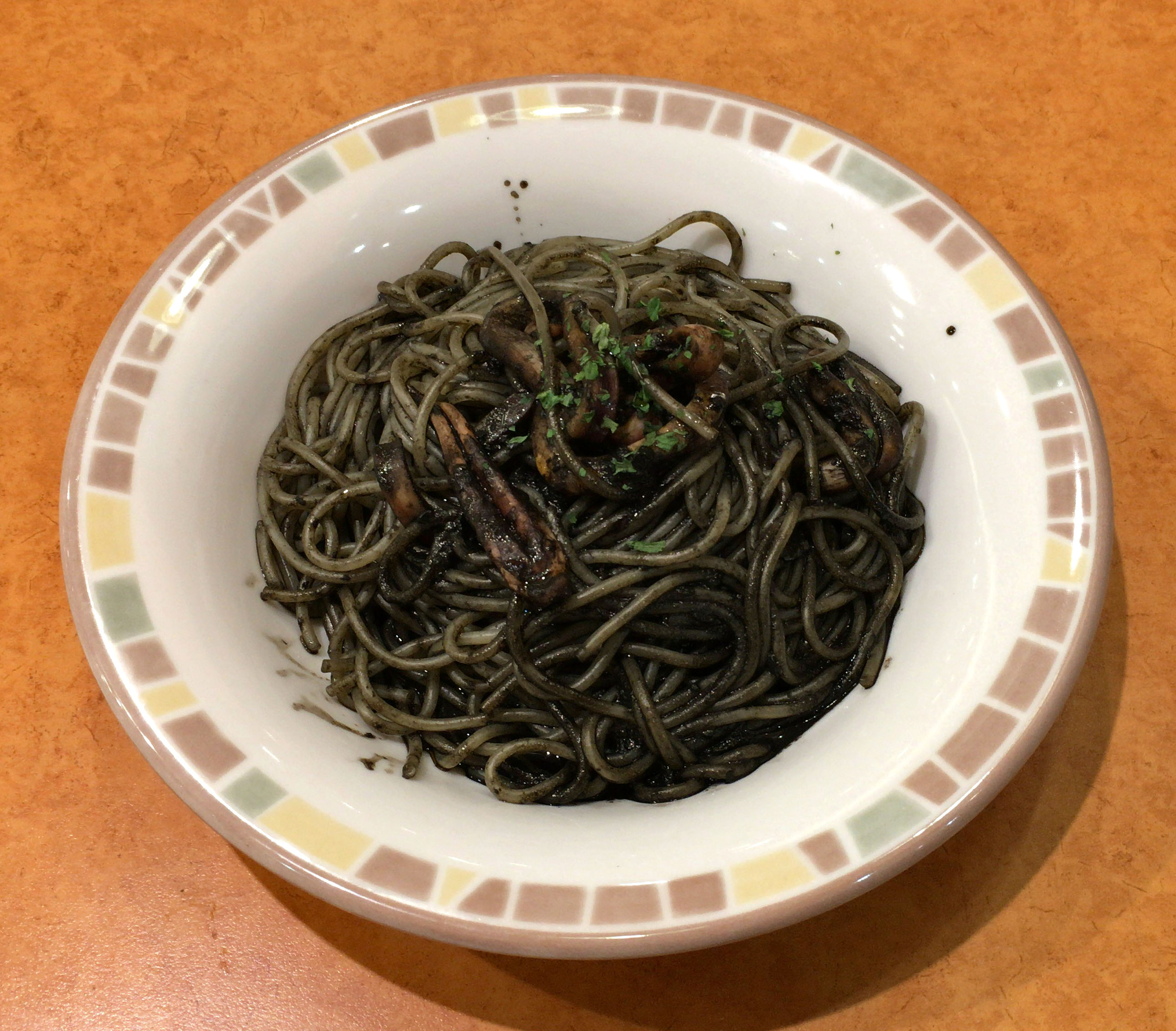
Spaghetti al nero di seppia del Saizeriya

I locali Saizeriya sono caratterizzati dai colori della bandiera italiana e sulle pareti vengono esposte immagini che rimandano all'Italia. Nei menù della catena, sono presenti anche piatti non prettamente italiani e piatti italiani di ispirazione giapponese.
Nel 2007, i piatti del Saizeriya sono stati giudicati da alcuni italiani in un programma televisivo giapponese.

## Terremoto del Centro Italia del 2016
Nel 2016, a seguito del terremoto del Centro Italia, Saizeriya Co. Ltd. ha svolto una campagna di solidarietà, donando 100 yen per ogni piatto di pasta all'amatriciana o alla gricia venduti nei locali Saizeriya. Grazie alla campagna, nell'ottobre dello stesso anno, una delegazione di imprenditori giapponesi consegnò all'allora sindaco di Amatrice, Sergio Pirozzi, 900 mila euro (circa 100 milioni di yen).